# Helotiales
Ordre
Synonymes
- Leotiales[2]

Les Helotiales sont un ordre de champignons ascomycètes de la classe des Leotiomycètes au sein de la division Ascomycota. 
On en découvre encore de nouvelles espèces, un genre nouveau (Sageria) y a été intégré en 1975.

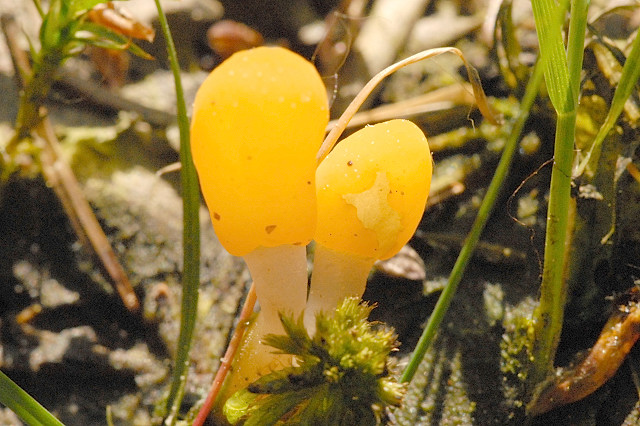
Mitrula paludosa, l'un des nombreux Helotiales

Selon une estimation de 2008, cet ordre contient 10 familles groupant 501 genres, et 3 881 espèces.
L’ordre des Helotiales est le plus grand ordre des champignons discomycètes inoperculés. Cet ordre contient notamment le fameux petit champignon du genre Chlorociboria en forme de tasse bleu-vert qui vit sur le chêne (photo ci-contre).
Certaines espèces sont pathogènes pour certaines plantes cultivées (fruits…).

## Caractéristiques
- Les espèces de l’ordre des Helotiales ont une apothécie qui chez de nombreuses espèces a une forme de disque ou de coupe, mais pas toujours.
- L'asque est dans ce cas légèrement épaissie, contrairement aux asques d'autres Leotiomycètes.
- La plupart des espèces de l’ordre des Helotiales vivent en saprophytes dans l'humus, sur le bois-mort, le fumier, la litière, et d'autres matières organiques.
- Quelques espèces sont phytopathogènes opportunistes de plantes en état de stress ou blessées (ex : Monilinia fructicola, Brown rot pour les anglophones) ; certaines infectent les fruits à noyau, les oignons (Sclerotinia sclerotiorum, Sclerotium cepivorum, Soft rot)…

## Liste des familles
Selon Catalogue of Life (27 juillet 2017) :
- famille des Arachnopezizaceae
- famille des Ascocorticiaceae
- famille des Chaetomellaceae
- famille des Chlorociboriaceae
- famille des Dermateaceae
- famille des Godroniaceae
- famille des Helicogoniaceae
- famille des Helotiaceae
- famille des Hemiphacidiaceae
- famille des Hyaloscyphaceae
- famille des Lachnaceae
- famille des Leotiaceae
- famille des Loramycetaceae
- famille des Marthamycetaceae
- famille des Phacidiaceae
- famille des Rutstroemiaceae
- famille des Sclerotiniaceae
- famille des Tympanidaceae
- famille des Vibrisseaceae

Selon Myconet (2007) :
- Bulgariaceae
- Dermateaceae
- Helotiaceae
- Hemiphacidiaceae
- Hyaloscyphaceae
- Leotiaceae
- Loramycetaceae
- Phacidiaceae
- Rutstroemiaceae
- Sclerotiniaceae
- Vibrisseaceae
- Ascocorticiaceae (position incertaine)

### Genres d'Helotiales incertae sedis
Un nom précédé d'un point d'interrogation indique un genre au placement incertain parmi les Heliotales.
Adelodiscus —
?Algincola —
Ambrodiscus —
Amylocarpus —
?Ascographa —
?Atrocybe —
?Benguetia —
?Capricola —
?Chlorospleniella —
Chondroderris —
?Ciliella —
?Comesia —
?Cornuntum —
?Criserosphaeria —
Cryptopezia —
Dawsicola —
Didymocoryne —
?Discomycella —
Echinodiscus —
Endoscypha —
Gloeotinia —
Helotiella —
Hymenobolus —
?Hyphoscypha —
?Iridinea —
Lachnea —
Lahmiomyces —
?Laricina —
?Lasseria —
?Lemalis —
Livia —
Llimoniella —
?Lobularia —
Loricella —
Malotium —
Masseea —
?Melanopeziza —
?Melanormia —
Merodontis —
Microdiscus —
Midotiopsis —
?Muscia —
Muscicola —
?Mycomelaena —
?Mycosphaerangium —
Myriodiscus —
Naemacyclus —
?Obconicum —
?Orbiliopsis —
Pachycudonia —
?Parthenope —
Peltigeromyces —
?Pezomela —
Phaeopyxis —
?Phragmiticola —
?Phyllopezis —
Pleiopatella —
?Polydiscina —
Potridiscus —
?Pseudolachnum —
?Pseudopeltis —
?Pseudotapesia —
Pseudotryblidium —
Psilophana —
?Psilothecium —
?Pteromyces —
Rhymbocarpus —
?Riedera —
?Rimula —
?Robincola —
?Roburnia —
?Sambucina —
Sarcomyces —
?Schnablia —
?Scutulopsis —
Scytalidium —
Skyttea —
Skyttella —
?Solanella —
?Spirographa —
Starbaeckia —
?Stilbopeziza —
?Tanglella —
Tapesia 
?Themisia —
Tovariella —
Trichangium —
Trichohelotium —
?Tubolachnum —
Urceola —
Woodiella —
Zugazaea

## Pathogénicité
Quelques espèces sont pathogènes.

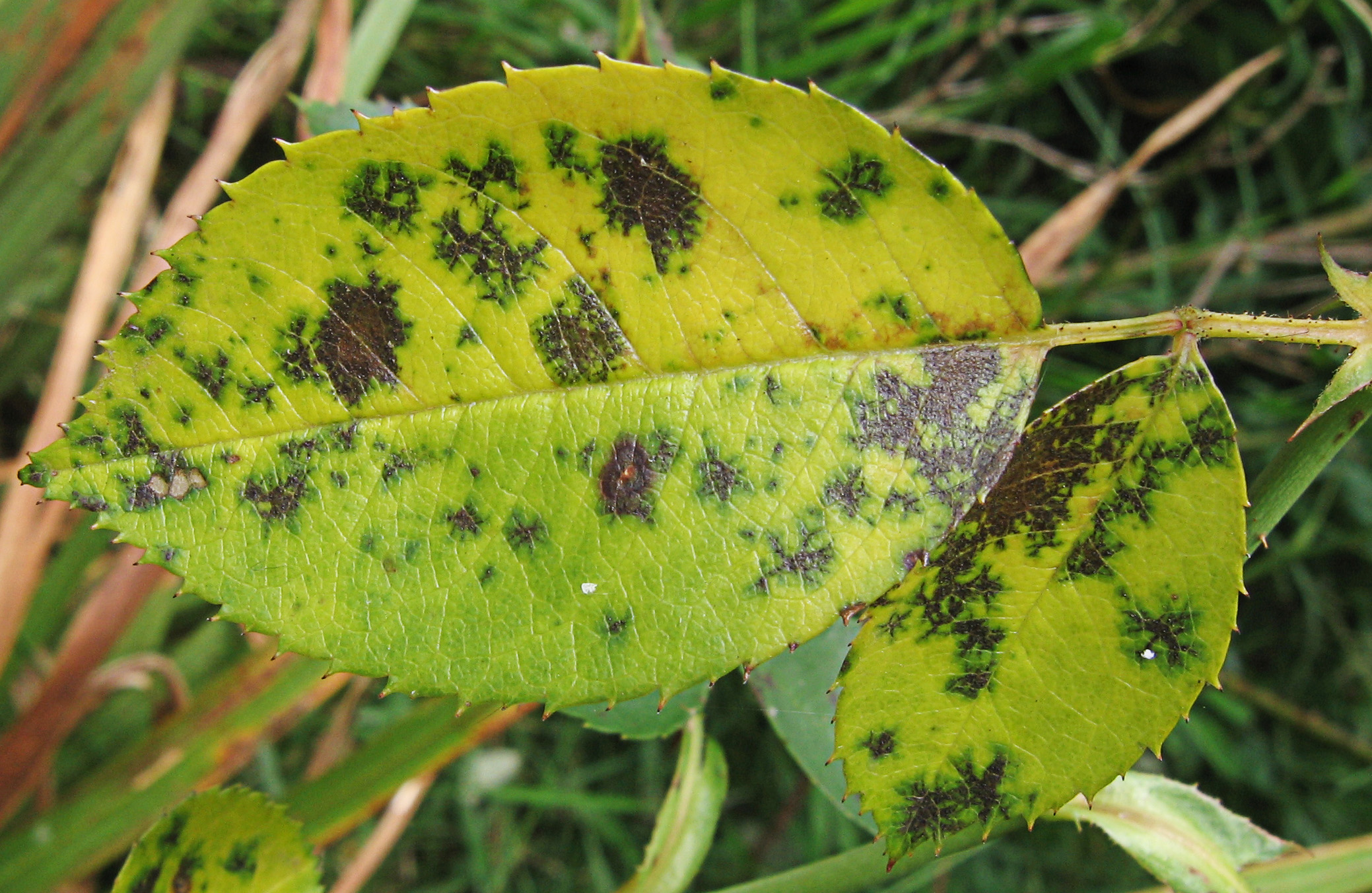
Maladie des taches noires du rosier
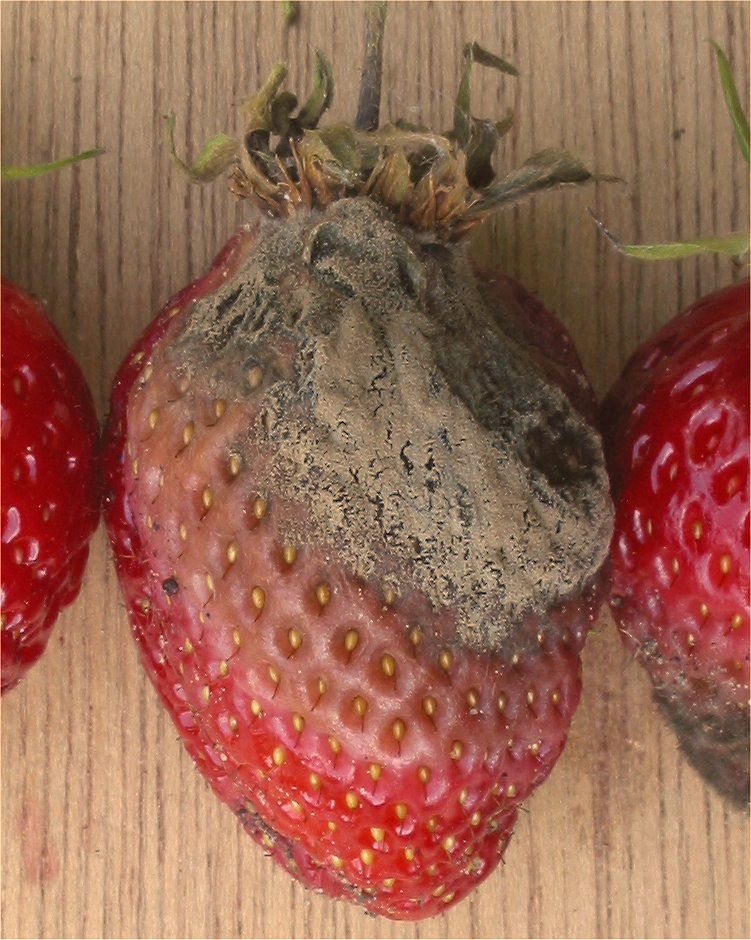
Pourriture de la fraise (rare chez la fraise des bois, fréquente en culture industrielle)